# Tecmor
Tecmor ou Tékmôr (em grego:  Τεκμωρ, "meta", "objetivo", "finalidade"), na mitologia grega, era uma deusa primordial que surgiu no princípio da criação, segundo Álcman, foi gerada por Tétis ou por Tésis, e junto com seu irmão Poro ("caminho"), gerou as demais divindades que ordenaram todo o universo, Skótos ("escuridão"), Mélaina ("noite"), Amára ("dia") e Mármarugas ("luz").
Na teogonia órfica, Tecmor é semelhante a Ananque, assim como Poro é semelhante a Chronos,  e representam o início e o fim das coisas.